# Palythoa multisulcata
Palythoa multisulcata är en korallart som beskrevs av Oscar Henrik Carlgren 1900. Palythoa multisulcata ingår i släktet Palythoa och familjen Zoanthidae. Inga underarter finns listade i Catalogue of Life.